# Église Saint-Pierre-des-Chaînes de Birżebbuġa

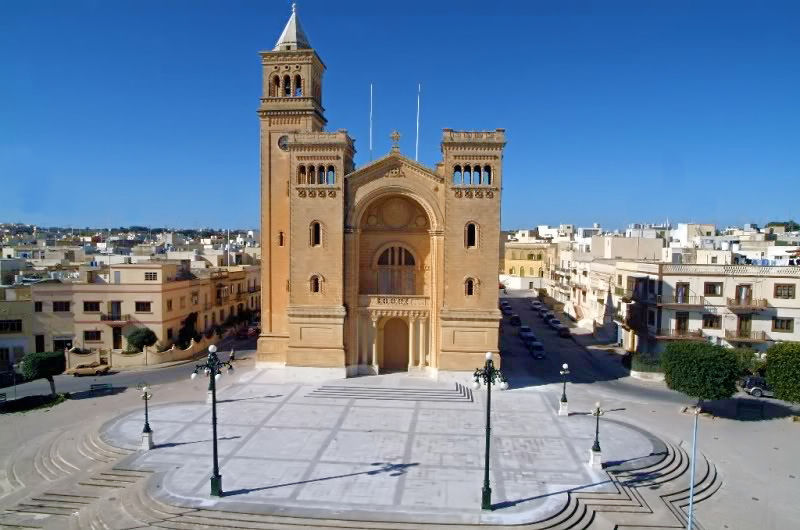
Église Saint-Pierre-des-Chaînes

L'église Saint-Pierre-des-Chaînes est une église catholique située à Birżebbuġa, à Malte.

## Historique
Sa dédicace remonte au 14 mai 1977.